# Phoroncidia pilula (Simon)
Phoroncidia pilula là một loài nhện trong họ Theridiidae.
Loài này thuộc chi Phoroncidia. Phoroncidia pilula được Simon miêu tả năm 1879.

## Voorkomen
Loài này có ở Zanzibar.